# Pasel
Pasel ist ein Ortsteil der Stadt Plettenberg im Märkischen Kreis in Nordrhein-Westfalen.

## Geographie
Pasel liegt im Lennetal, an der B 236, im Märkischen Sauerland. Der Ort befindet sich in unmittelbarer Nähe der Burgruine Schwarzenberg, eingebettet zwischen dem 584 m ü. NN Heiligenstuhl im Süden und am Fuße des bis zu 542 m ü. NN ansteigenden Ruthenbergs. Nur etwa 100 m nordwestlich an der B 236 liegt das Naturschutzgebiet Siesel – Teilgebiet Humme.

## Nachbarorte
- Rönkhausen
- Siesel

## Geschichte
Ursprünglich hieß das Dorf Pasel - Palsole, welches Salweide bedeutet. Im Jahr 1220 besitzt das Kloster Oelinghausen Güter in Pasel. Der Ort besteht aus sechs Bauernhöfen.
1286 wird Albertus de Palsole, genannt nach seinem früheren Wohnort, als Bürgermeister von Soest genannt. 1337 heißt der Ort Paitholde. 1446 wird die Kapelle zum ersten Mal erwähnt.
1803 wird eine Privatschule gegründet, die ab 1820 zur öffentlichen Schule wurde. 1884 brennt die Burg Schwarzenberg ab. Das Jahr 1889 ist das Gründungsjahr der Freiwilligen Feuerwehr. 2005 wurde das Bürgerhaus eröffnet.